# Mart-Schmoni-Kirche (Ankawa)

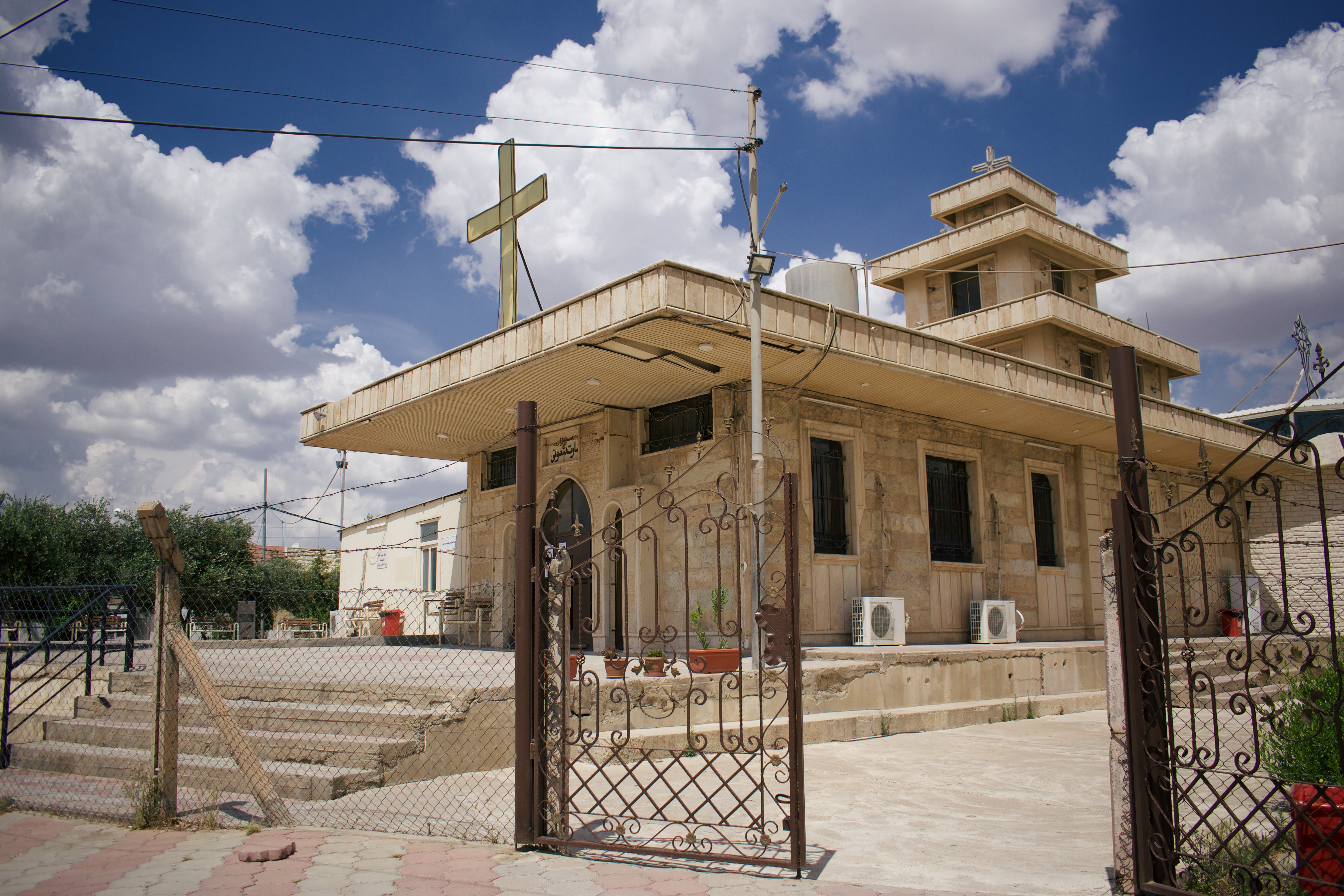
Syrisch-katholische Mart-Schmoni-Kirche von 1985 in Ankawa, Mai 2018

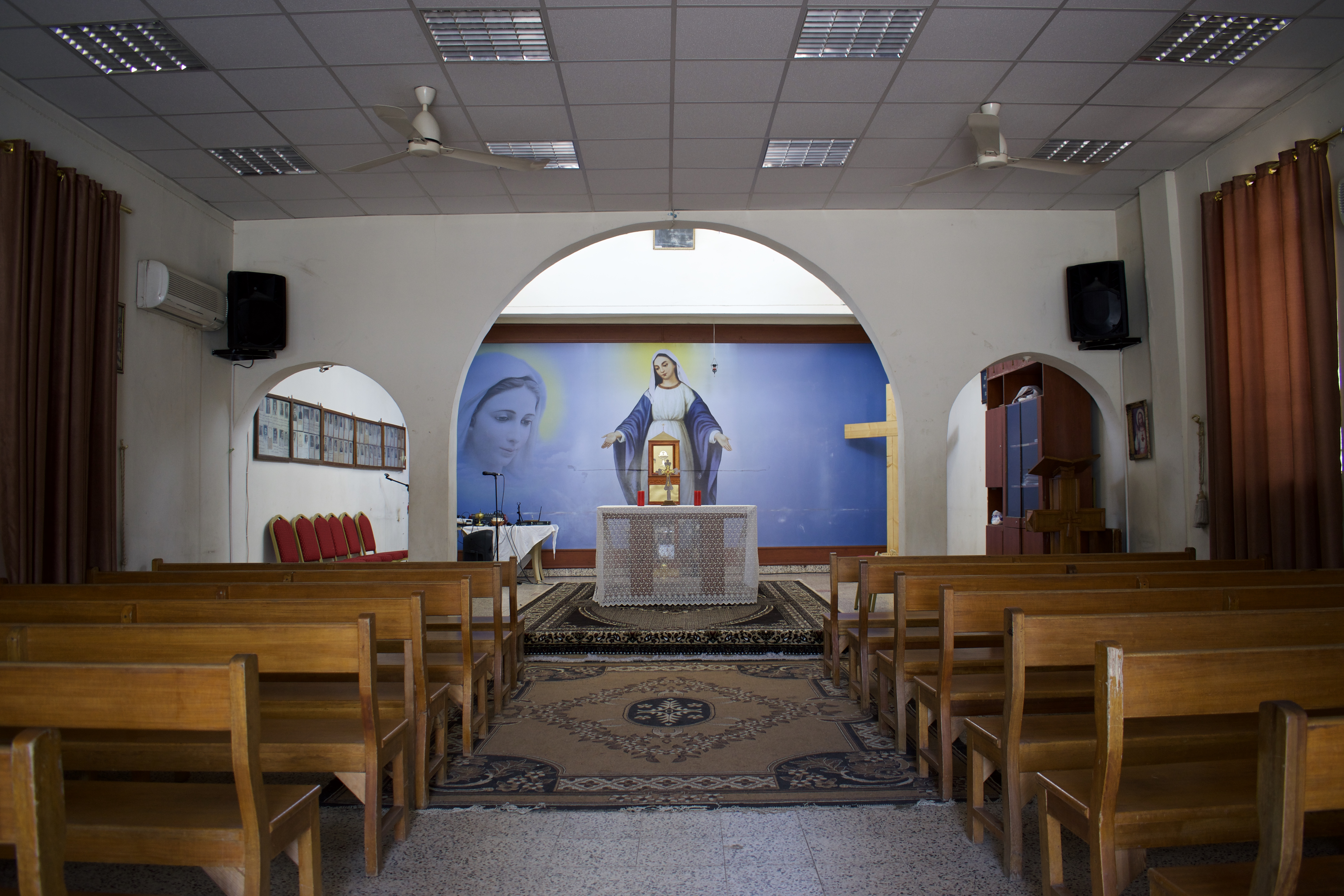
Syrisch-katholische Mart-Schmoni-Kirche von 1985, Innenansicht, 2018

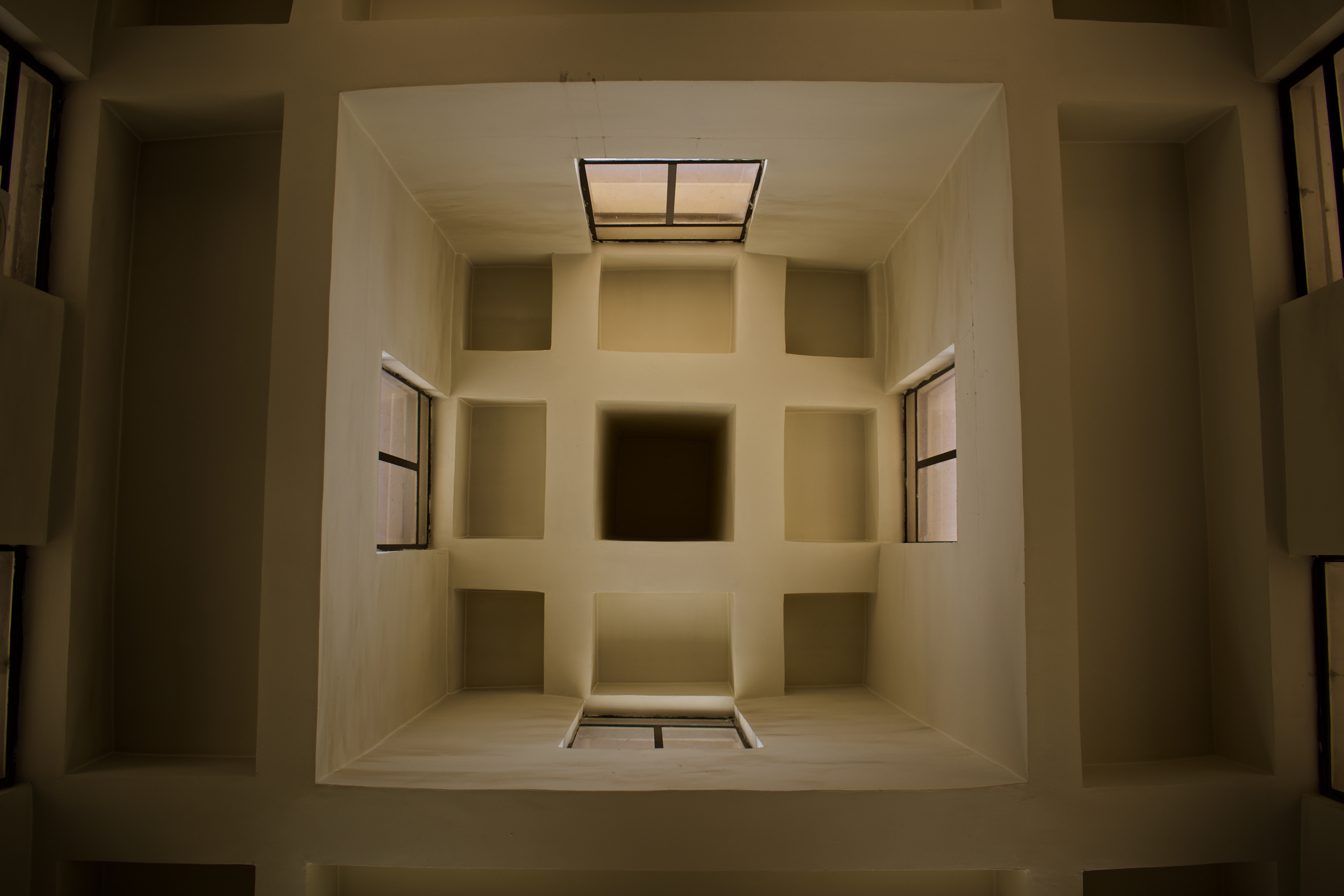
Syrisch-katholische Mart-Schmoni-Kirche von 1985, Ziggurat von unten, 2018

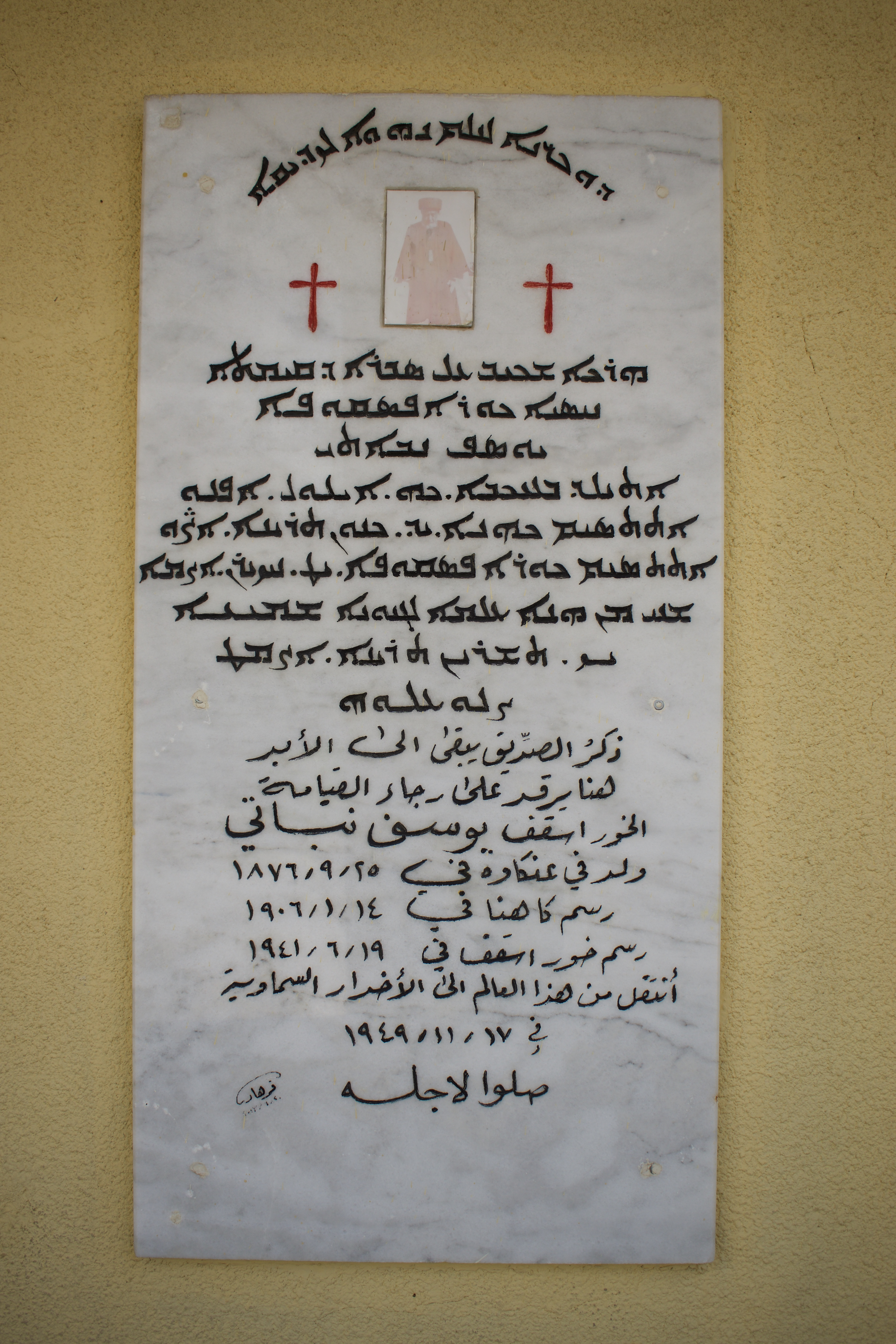
Syrisch-katholische Mart-Schmoni-Kirche von 1985, Tafel auf Syrisch und Arabisch, 2018

Die Mart-Schmoni-Kirche (arabisch كنيسة مارت شموني; syrisch ܥܹܕܬܐ ܕܡܵܪܬܝ ܫܡܘܿܢܝܼ ܓܲܘ ܥܲܢܟܵܒ݂ܵܐ) ist eine Kirche in der großenteils von Christen bewohnten irakischen Stadt Ankawa im Norden der kurdischen Metropole Erbil, die aus den 1980er Jahren stammt. Die unmittelbar benachbarte Kirche St. Anna und Schmoni wurde 2014 geweiht. Beide Kirchen gehören zur Eparchie Adiabene der Syrisch-katholischen Kirche.

## Standort
Die syrisch-katholische Mart-Schmoni-Kirche steht im Norden Ankawas etwa 200 m nördlich der chaldäisch-katholischen Georgskirche (Mar Gorgis, arabisch كنيسة مار كوركيس), 400 m westlich der chaldäisch-katholischen Eliaskirche (Mar Elia, كنيسة مار بهنام و اخته سارة) und 2 km östlich des Flughafens Erbil auf 409 m Meereshöhe.

## Geschichte
An der Stelle der heutigen Mart-Schmoni-Kirche befand sich anfangs ein kleiner Felsen, zu dem Pilger kamen, um für die jüdische Märtyrerin Mart Schmoni (Heilige Schmoni, Mutter mit sieben Söhnen, 2 Makk 7 ) Kerzen anzuzünden. Später wurde hier für Mart Schmoni eine kleine Kapelle aus Lehm errichtet, die der dem Patronat der Märtyrerin Mart Schmoni anvertraut war. 1985 (nach anderen Angaben bereits 1981) wurde die Gebetsstätte abgerissen und durch eine neue Kapelle aus Ziegeln und mit einer stählernen Dachkonstruktion ersetzt. Im darauf folgenden Jahrzehnt wurde im babylonischen Stil erneut eine neue Kirche errichtet, die ältere Mart-Schmoni-Kirche.
Die Bewohner Ankawas gehörten im Mittelalter zur Assyrischen Kirche des Ostens, später – insbesondere ab dem 18. Jahrhundert – und bis in jüngste Zeit dagegen großenteils zur Chaldäisch-katholischen Kirche.
Mit der Invasion der USA im Irak ab 2003 und den nachfolgenden Verfolgungen kamen christliche Flüchtlinge verschiedener Konfessionen in die Stadt. Die chaldäisch-katholische Kirche, der die Mart-Schmoni-Kirche bis dahin gehörte, überließ um das Jahr 2005 das Kirchengebäude der Syrisch-katholischen Kirche mit ihren Flüchtlingen zur Nutzung. Nach der Eroberung der Stadt Mossul und großer Teile der mehrheitlich christlichen Ninive-Ebene einschließlich deren größter, überwiegend syrisch-katholischer Ortschaft Baghdida im Jahre 2014 durch die Terrororganisation Daesch (Islamischer Staat, IS) gelangten erneut sehr viele Flüchtlinge nach Ankawa, unter ihnen zahlreiche syrische Katholiken. Die chaldäische und die syrisch-katholische Kirche stellten den Garten der Mart-Schmoni-Kirche für die geflohenen Glaubensgeschwister zur Verfügung, so dass hier ein Flüchtlingslager entstand. Etwa 15.000 Menschen kamen im Flüchtlingslager Mart Schmoni unter. Der aus Baghdida stammende, mit seiner Gemeinde aus Mossul geflohene syrisch-katholische Erzbischof Boutros Moshe tat nach eigenen Worten im ersten Monat seiner Anwesenheit in Ankawa alles dafür, den Gläubigen nahe zu sein, und nahm als Bischof seinen Stuhl unter einem Baum im Park der Kirche ein. Er habe 650 Familien oder 2000 Menschen um sich gehabt, von denen 44 Familien Kakai und 2 Familien Schabak gewesen seien. Die Messen wurden in der alten Mart-Schmoni-Kirche von 1985 gehalten, doch fanden hier nur etwa 100 Gläubige Platz. Innerhalb von vier Monaten wurde mit Arbeitskraft der geflohenen Mossuler Christen neben der alten eine neue Kirche gebaut. Finanzielle Unterstützung kam über die französische Organisation L’Œuvre d’Orient, und die Kirche wurde den beiden Heiligen Anna und Schmoni gewidmet. Der Hauptspender hatte darum gebeten, in Erinnerung an seine Frau die Kirche Sankt Anna zu nennen. Nach der Vertreibung der Islamisten zwischen Oktober 2016 und Juli 2017 kehrte wegen der weiterhin unsicheren Lage nur ein Teil der Flüchtlinge aus Ankawa zurück; insbesondere in die Stadt Mossul wagten sich nur wenige. Viele gingen ins Ausland. Nach Baghdida kamen bis April 2018 etwa 5000 von zuvor 9000 christlichen Familien wieder.

## Architektur
Die alte, aus Ziegeln errichtete Saalkirche von 1985 erscheint nach außen hin im babylonischen Stil wie eine Stufenpyramide (Ziggurat), während das Innere schlicht gehalten ist. In der Apsis im Ostteil befindet sich hinter dem Hochaltar ein großer Fresko der Jungfrau Maria.
Die neue Saalkirche von 2014 ist 30 m lang und 18 m breit und kann 900 Personen aufnehmen. Sie ist aus 3 m langen, 1,7 m breiten und 16 cm dicken Fertigbauteilen aus Sperrholz und Zement gefertigt. Das flache Satteldach ist in der Mitte etwas angehoben. Im Kirchensaal befinden sich links und rechts vom Altar zwei Ikonen, Gemälde des aus Bartella geflohenen und nun als Mitglied der Mart-Schmoni-Gemeinde in Ankawa lebenden Ibrahim Lallo: links die Märtyrerin Mart Schmoni mit ihren sieben Märtyrer-Söhnen, rechts Sankt Anna, die Mutter der Jungfrau Maria. Vom selben Autor stammt die zweisprachige schlichte Kalligraphie in Form eines Kreuzes hinter dem Altar: Senkrecht steht auf Arabisch „Gott“ (الله, DMG Allāh) und waagerecht „Liebe“ (محبة, DMG maḥaba), und das Wort „Gott“ geht unten in ein Herz mit drei Blutstropfen über. Darunter steht noch einmal in einem gekrümmten Schriftzug in syrischer Sprache „Gott ist Liebe“.